# Свети Архангел Михаил Главатов
„Свети Архангел Михаил Главатов“ (на македонска литературна норма: „Свети Архангел Михаил Главатов“) е средновековен християнски храм в град Щип, Република Македония. Църквата е част от Брегалнишката епархия на Македонската православна църква.
Разположена е в центъра на Щип, в махалата Стар конак. Днес е в двора на Музикалното училище. Споменава се 1378 година, когато Братя Константин и Йоан Деянови я даряват на светогорския манастир „Свети Пантелеймон“. Църквата е преправяна по-късно. В апсидата има запазени фрагменти от оригиналната живопис. Иконите са от XIX век. В 1981 година е извършено саниране на църквата.